# Scottish State Coach
O Scottish State Coach (em português: Carruagem de Estado Escocesa) é uma carruagem fechada, quatro horse-drawn usada pela família real britânica.

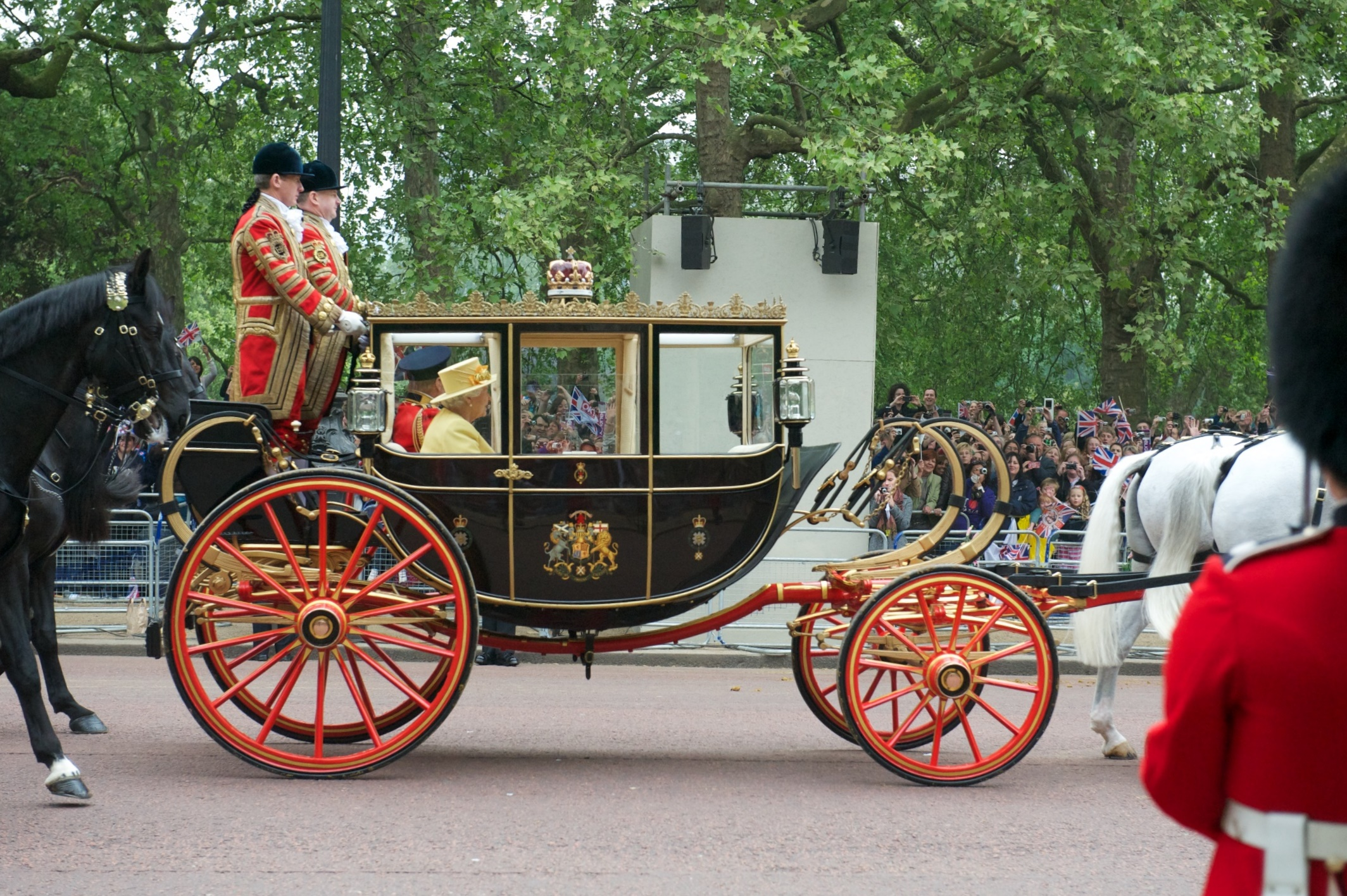
A rainha Isabel II usando a Scottish State Coach.

A carruagem foi construído em 1830 para o Príncipe Adolfo, Duque de Cambridge, e sua família o usou por muitos anos até vendê-lo a William Keppel, 7º Conde de Albemarle, que o converteu em um landau semi-estatal. Em 1920, a família Keppel devolveu o coche para a família real, apresentando-o como um presente para a rainha Maria de Teck.
Entre 1968 e 1969, o coche foi extensivamente remodelado e restaurado ao seu estado original fechado. Grandes janelas de vidro e painéis transparentes no telhado foram adicionados, assim como as armas reais e a insígnia da Ordem do Cardo sendo estampadas nele e um modelo da Coroa da Escócia foi adicionado no topo do telhado.

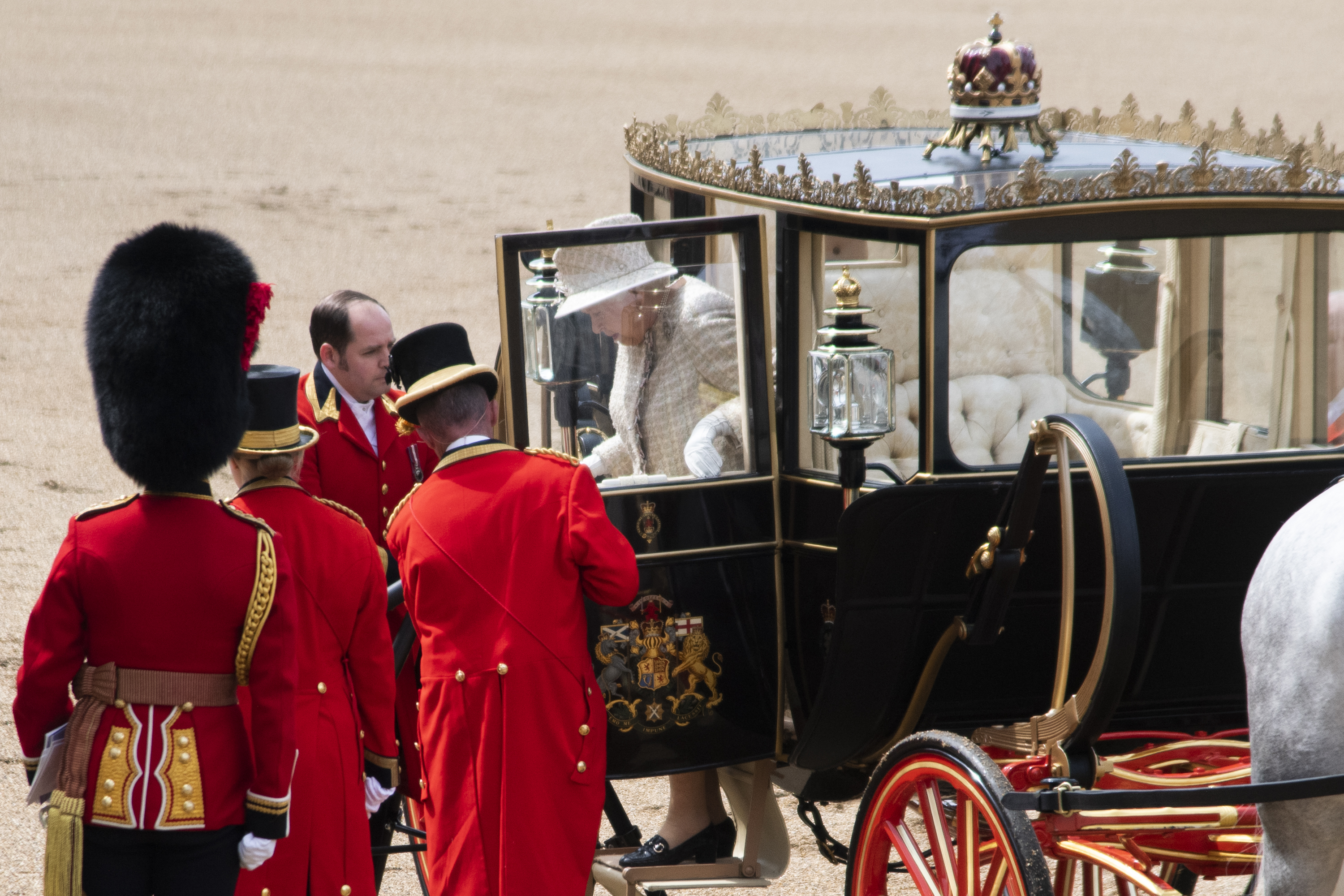
A Rainha Elizabeth II chega ao Trooping the Colour à bordo da carruagem escocesa.

A carruagem foi usado pela primeira vez pela rainha Elizabeth II durante a abertura da Assembléia Geral da Igreja da Escócia em 1969; pela Rainha Isabel, a Rainha Mãe em 1977, durante o serviço de ação de graças pelo Jubileu de Prata de sua filha, e também em 1979, durante sua instalação como Lord Warden dos Cinque Ports em Dover. A Rainha e o Duque de Edimburgo também a usaram em Windsor durante as comemorações do sexagésimo aniversário da rainha em 1986. A carruagem foi usada para o serviço da Ordem do Cardo em Edimburgo em 1994 e depois como uma reserva para a visita de estado de Haroldo V da Noruega e da Rainha Sônia da Noruega em Holyrood no dia seguinte. A carruagem foi usada novamente em 2011 pela Rainha e pelo Duque de Edimburgo no casamento do príncipe William e Catherine Middleton.
A carruagem é normalmente armazenado no Royal Mews, Londres, onde pode ser visto pelo público. De tempos em tempos, e para certos eventos especiais como o Jubileu da Rainha, a carruagem foi exibido na Escócia, em locais como o Palácio de Hollyrood. Houve chamadas para colocar a carruagem em exposição permanente na Escócia.